# Siergiej Krugłow
Siergiej Nikiforowicz Krugłow (ros. Сергей Никифорович Круглов, ur. 19 września?/2 października 1907, zm. 6 lipca 1977) – wysoki funkcjonariusz służb specjalnych ZSRR, wieloletni zastępca szefa NKWD, następnie szef NKWD i po transformacji z 1946 r., minister spraw wewnętrznych od 1946 roku do marca 1953 roku i ponownie od czerwca 1953 do stycznia 1956 roku, generał pułkownik (od 9 lipca 1945 roku). W latach 1952–1956 członek Komitetu Centralnego KPZR, w latach 1946–1950 i 1954–1958 deputowany do Rady Najwyższej ZSRR.

## Życiorys
Pracując w Komitecie Centralnym WKP(b), jako organizator w Oddziale Najwyższych Organów Partyjnych (ORPO) KC WKP(b), w listopadzie 1938 roku został specjalnie oddelegowany w pracy w Ludowym Komisariacie Spraw Wewnętrznych (NKWD) ZSRR, jako specjalny pełnomocnik NKWD w Głównym Zarządzie Bezpieczeństwa Państwowego (GUGB NKWD) i całym NKWD ZSRR. W stopniu starszego majora Bezpieczeństwa Państwowego zajmował się postępowaniami dyscyplinarnymi przeciwko funkcjonariuszom NKWD i żołnierzom Wojsk NKWD, później te sprawy przeszły w ręce Wydziału Specjalnego w Oddziale Kadr NKWD.
Z racji doświadczenia organizacyjnego, jakie posiadał, już 28 lutego 1939 roku objął bardzo wysokie stanowisko zastępcy ludowego komisarza spraw wewnętrznych którym był świeżo mianowany Ławrientij Beria; był odpowiedzialny za sprawy kadrowe. Także 4 września 1939 roku został mianowany do stopnia komisarza bezpieczeństwa państwowego 3 rangi. Stanowisko zastępcy ds. kadr NKWD ZSRR zajmował do 25 lutego 1941 roku.
W międzyczasie zajmował także inne stanowiska m.in. od 28.02.1939 do 25.02.1941 roku naczelnika Oddziału Kadr NKWD ZSRR. 25 lutego 1941 roku został mianowany 1. Zastępcą LKSW Ł. Berii które sprawował do 30 lipca 1941 roku. Po ataku Niemiec na ZSRR został skierowany do Armii Czerwonej, gdzie został członkiem Rady Wojennej Frontu Odwodowego i Frontu Zachodniego, także od 30.07.1941 do 26.04.1943 ponownie zastępca szefa NKWD. W międzyczasie Naczelnik 4 Zarządu tzw. Glawgradostroja (GUOBR) Głównego Zarządu Prac Obronnych NKWD 10.41—1942 i od października 1941 do 1942 roku dowódca 4 Armii Saperskiej.
26 kwietnia 1943 roku już jako komisarz bezpieczeństwa państwowego II rangi, został 1 Zastępcą szefa NKWD. Zaufanie, jakie posiadał u szefa NKWD, spowodowało, że został wyznaczony do kierowania ochroną konferencji teherańskiej, w której uczestniczyli Stalin, Roosevelt i Churchill. To samo zadanie wykonywał podczas dwóch następnych spotkań Wielkiej Trójki, w Jałcie i Poczdamie, za co został odznaczony przez Amerykanów Legią Zasługi, a przez Brytyjczyków Orderem Imperium Brytyjskiego. 
W 1943 roku, wraz z Wsiewołodem Mierkułowem ówczesnym Ludowym Komisarzem Bezpieczeństwa Państwowego (tj. szef NKGB) i Leonidem Rajchmanem, ówczesnym zastępcą II Zarządu NKGB (KRU - kontrwywiadowczego) kierował akcją fałszowania dowodów w sprawie zbrodni katyńskiej, przygotowując działalność tzw. Komisji Burdenki.
29 grudnia 1945 roku przestał być 1. zastępcą Berii i zajął jego stanowisko jako LKSW. Kiedy 15 marca 1946 roku ludowe komisariaty zostały zamienione w ministerstwa, a NKWD zostało przekształcone w Ministerstwo Spraw Wewnętrznych ZSRR (MWD), on objął stanowisko ministra spraw wewnętrznych, zaś NKGB przekształcono w Ministerstwo B.P i objął je po W. Mierkułowie były szef Głównego Zarządu Kontrwywiadu (GURK) SMIERSZ gen. Wiktor Abakumow. Sprawował to stanowisko do marca 1953 roku. Po śmierci Stalina w marcu 1953 roku i włączeniu Ministerstwa Bezpieczeństwa Państwowego (MGB) w struktury Ministerstwa Spraw Wewnętrznych ministrem spraw wewnętrznych został ponownie Ławrientij Beria, wcześniej zdjęty z tego stanowiska przez Stalina.
26 czerwca 1953 roku Berię aresztowano, a Krugłow stanął po stronie spiskowców i zastąpił Berię na stanowisku ministra spraw wewnętrznych. Pełnił tę funkcję do 1956 roku. 
Z MSW ZSRR wyłączono MGB i zamieniono je w Komitet Bezpieczeństwa Państwowego (KGB) ZSRR, na którego czele stanął Iwan Sierow. W lipcu 1958 roku Krugłow przeszedł na emeryturę z powodu złego stanu zdrowia. Zmarł w niejasnych okolicznościach 6 lipca 1977 roku, według niektórych źródeł potrącony przez pociąg, według innych wskutek ataku serca.
Pochowany na Cmentarzu Nowodziewiczym.

## Odznaczenia
- Order Lenina (czterokrotnie)
- Order Czerwonego Sztandaru (dwukrotnie)
- Order Czerwonej Gwiazdy
- Order Suworowa I Klasy
- Order Kutuzowa I Klasy
- Order Kutuzowa II Klasy
- Order Imperium Brytyjskiego (Wielka Brytania)
- Legion of Merit (USA)